# Fosse no 7 - 7 bis des mines d'Ostricourt
La fosse no 7 - 7 bis dite Alphonse Lecocq de la Compagnie des mines d'Ostricourt est un ancien charbonnage du Bassin minier du Nord-Pas-de-Calais, situé à Ostricourt. Les travaux du puits no 7 commencent en 1914, mais la Première Guerre mondiale les interrompt. Ils sont ensuite repris, et la fosse est opérationnelle à partir de décembre 1923. Entretemps, un puits d'aérage no 7 bis a été foncé à proximité. La fosse no 7 - 7 bis est la seule de la compagnie à être dotée de deux puits, mais seul le puits d'extraction a été doté d'un chevalement. Les cités de la fosse no 6 sont étendues en direction de la fosse no 7 - 7 bis. Un terril conique est édifié à l'ouest de la fosse.
La Compagnie des mines d'Ostricourt est nationalisée en 1946, et intègre le Groupe d'Oignies. La fosse no 7 - 7 bis n'est pas concentrée sur la fosse no 2, mais sur la fosse no 8 - 8 bis des mines de Dourges, et à terme, sur la fosse no 10 du Groupe d'Oignies. Elle assure le service et l'aérage, mais située trop au nord du gisement exploité, elle ferme en 1968. Ses puits, respectivement profonds de 481 et 414 mètres, sont remblayés, et les installations détruites deux ans plus tard.
Au début du XXIe siècle, Charbonnages de France matérialise les têtes des puits nos 7 et 7 bis. Les cités de la fosse no 6 où logeaient les mineurs de la fosse no 7 - 7 bis sont partiellement détruites, l'autre partie est rénovée. Le terril no 108, 7 d'Oignies, a été conservé et est entièrement boisé.

## La fosse

### Fonçage
Le puits no 7 est foncé en 1914, à Ostricourt, dans le Nord, Ernest Crépin, chef porion, dirige les travaux de fonçage du puits no 7 à l'étage de 247,12 mètres. La fosse porte le nom d'Alphonse Lecocq, administrateur de la compagnie, elle est située à 1 230 mètres au sud-ouest de la fosse no 6, productive depuis 1910.

### Exploitation

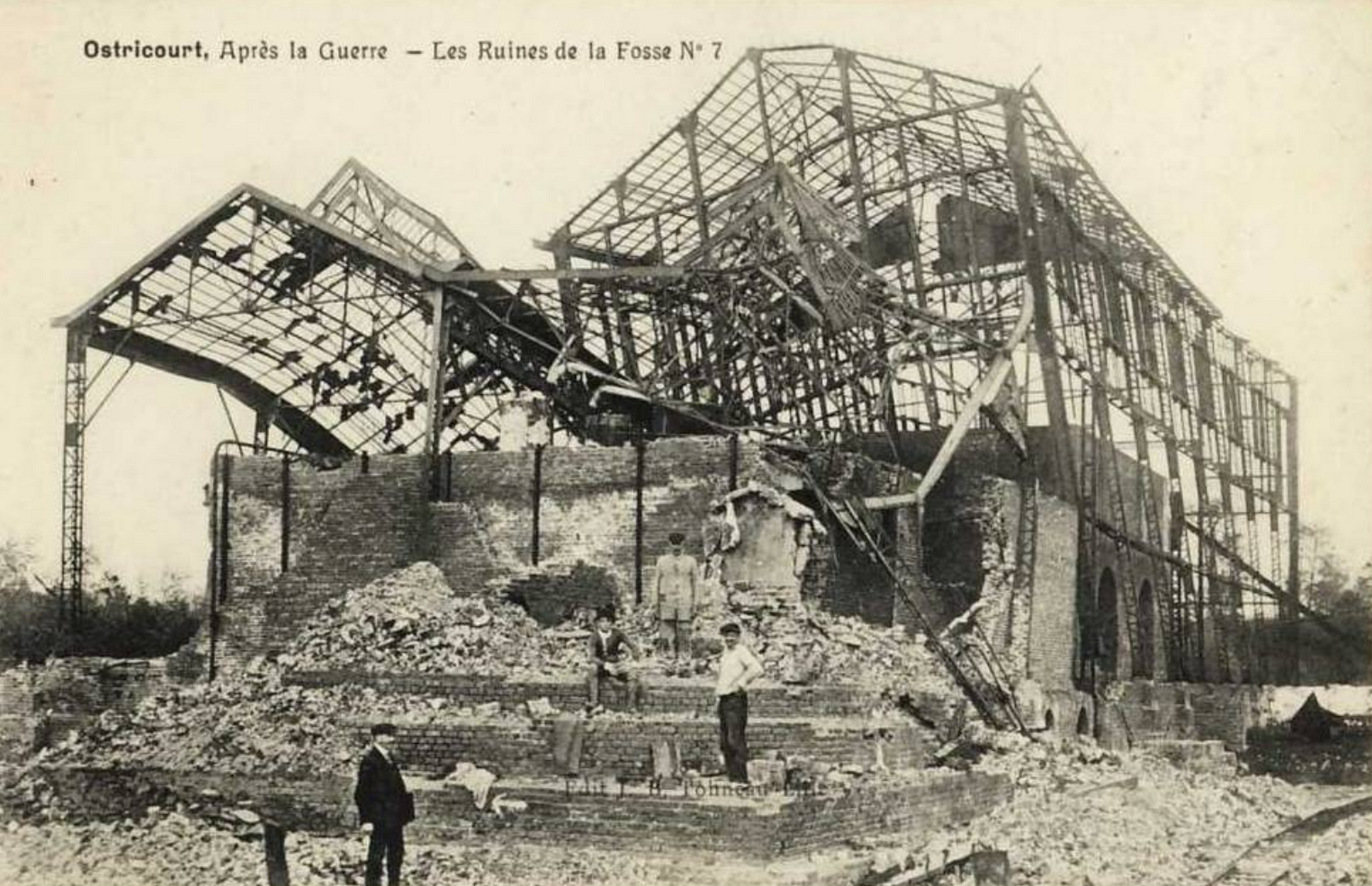
La fosse no 7 après la Guerre.

La fosse entre en production en décembre 1923, le puits n'a été achevé qu'à l'issue de la Première Guerre mondiale. Le 7 bis est foncé en 1921 et atteint 290 mètres en juin 1922. La fosse no 7 exploite des charbons maigres sous la commune d'Ostricourt, à proximité du centre du village. Quant au puits no 7 bis, il n'a jamais été équipé de chevalement, étant donné qu'il était destiné à l'aérage, il est situé à 90 mètres à l'est-nord-est du puits no 7.
La Compagnie des mines d'Ostricourt est nationalisée en 1946, et intègre le Groupe d'Oignies. Paul Crépin, géomètre de la fosse, a eu à s'occuper en 1948 du raval du puits no 7 jusqu'à l'étage de 444 mètres. Un précédent raval lui avait fait atteindre la profondeur de 377 mètres.
La fosse no 7, comme la fosse no 4, n'a jamais été concentrée sur la fosse no 2. Elle est concentrée sur la fosse no 8 - 8 bis des mines de Dourges (qui fait partie du Groupe d'Oignies) en 1956. La fosse devient un puits de service pour la fosse no 8 - 8 bis. La machine d'extraction de 1 200 chevaux est remplacée par un treuil électrique installé à l'opposé.
Le chevalement est donc modifié grâce à de nouvelles bigues et molettes. Les ventilateurs du puits no 7 bis sont changés grâce à ceux récupéré à la fosse no 6. Les charbons remontent soit par la fosse no 8 - 8 bis soit par la fosse no 9 - 9 bis. Le puits d'aérage no 7 bis est ravalé en 1957. Le 4 mai 1961, la dernière balle de charbon est remontée de l'étage de 444 mètres. En 1965, la production remonte par la fosse no 10. La fosse arrête tout service le 28 mai 1968, les mineurs sont mutés à la fosse no 8 - 8 bis à Évin-Malmaison. La fosse a durant ces années servi à la descente du personnel durant l'exploitation de l'étage 531. Situé trop au nord du gisement, il n'a pas été possible de ravaler le puits à la profondeur de 630 mètres. Les puits, respectivement profonds de 481 et 414 mètres, sont remblayés, Aristide Crépin a été chargé d'étudier le projet de remblayage de ces derniers. Le chevalement et toutes les installations sont démolis en 1970.

### Reconversion
Au début du XXIe siècle, Charbonnages de France matérialise les têtes des puits, et installe un exutoire de grisou sur le puits no 7. Le BRGM y effectue des inspections chaque année. Les services techniques de la commune sont installés sur une partie du carreau de fosse. Le puits d'aérage est quant à lui situé dans la forêt.

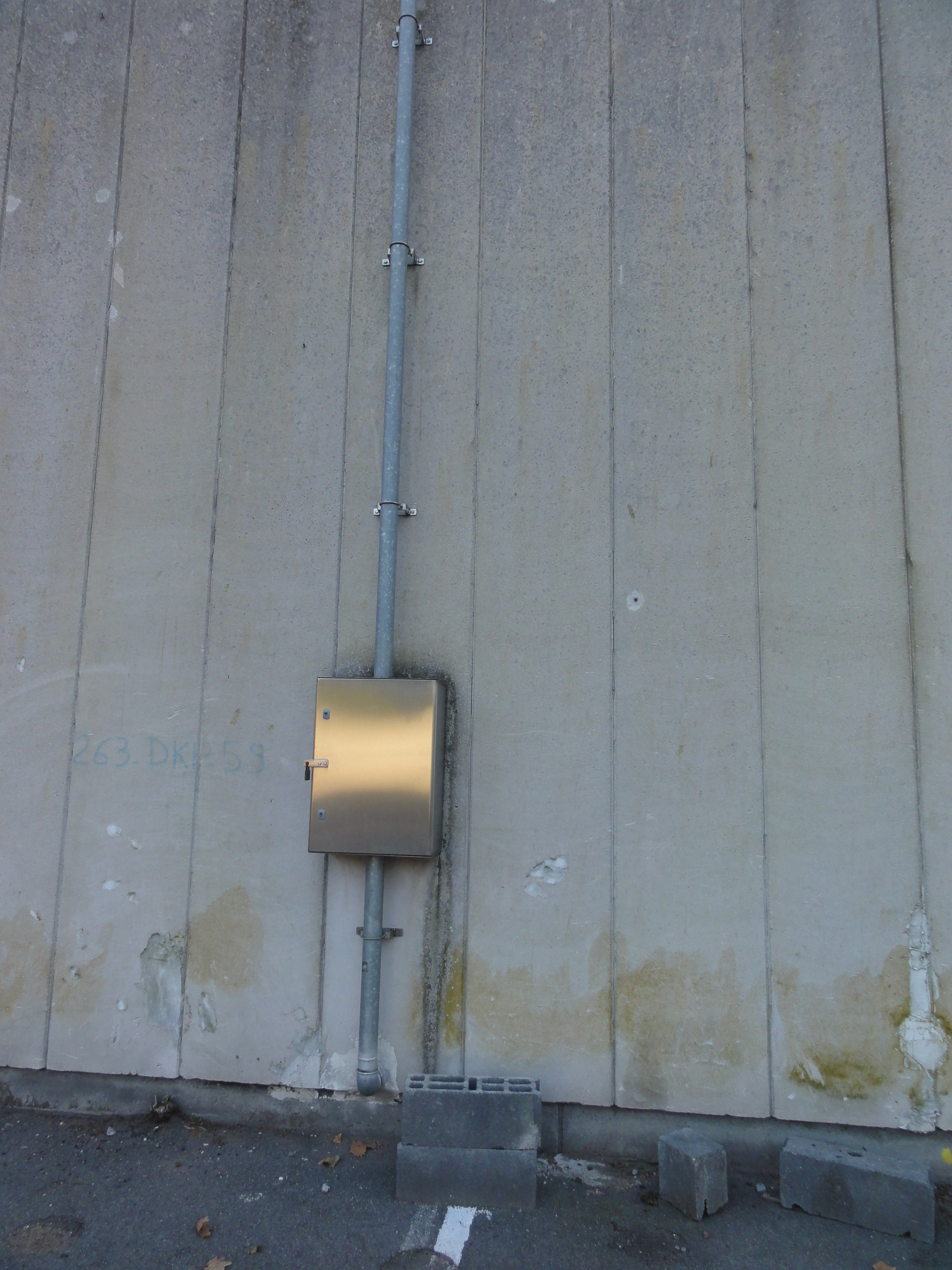
L'exutoire de grisou du puits no 7.
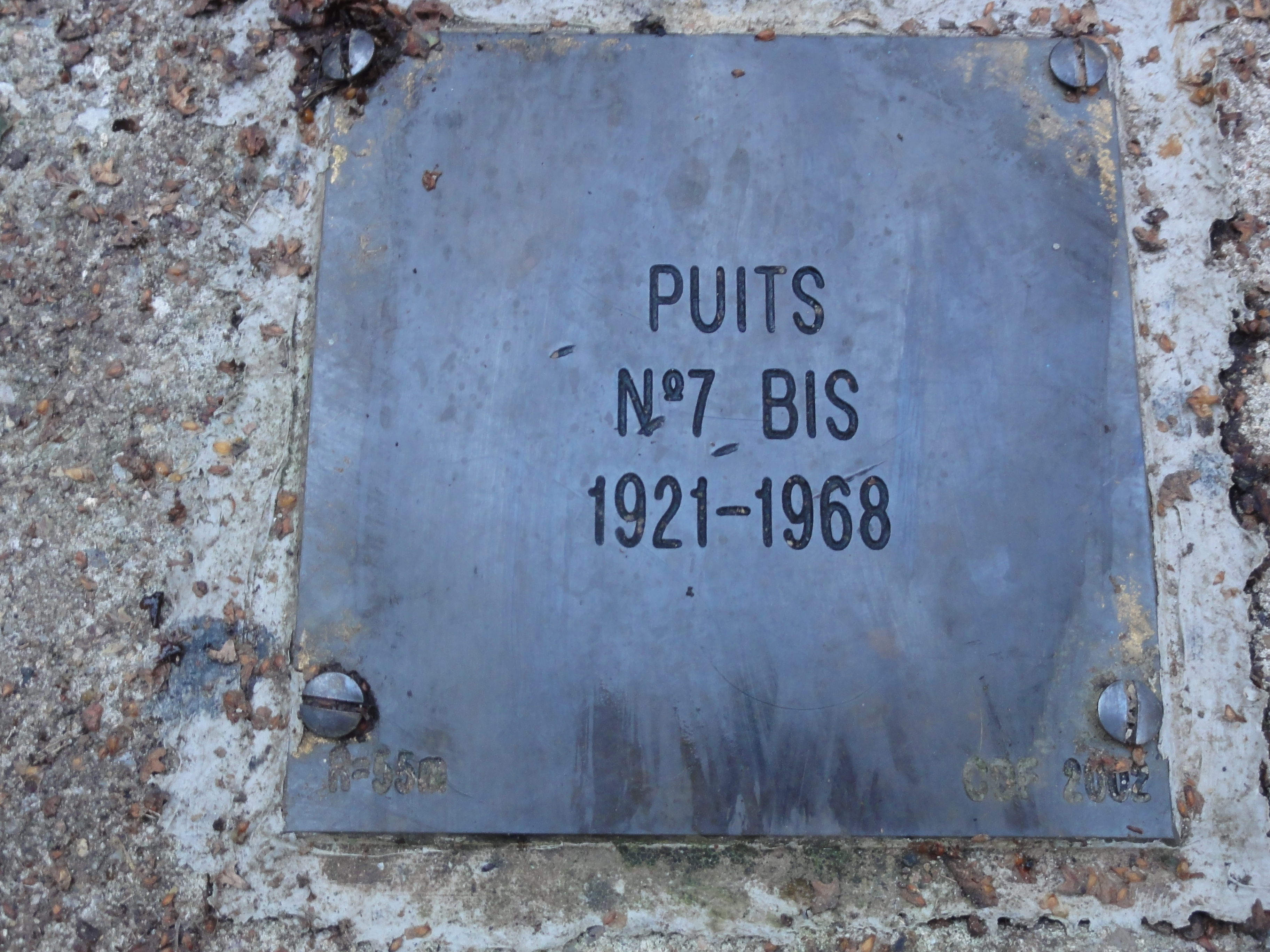
Puits no 7 bis, 1921 - 1968.
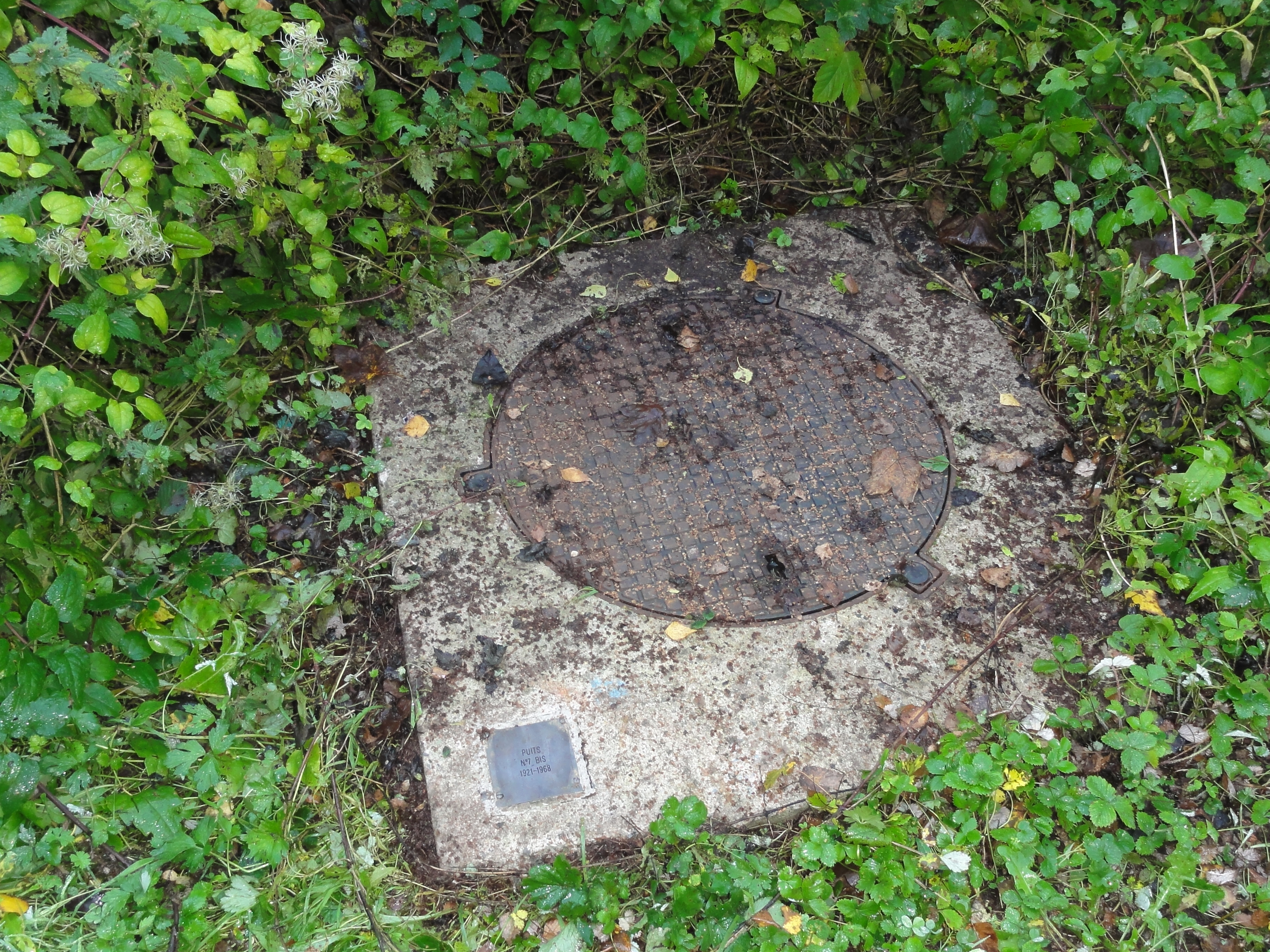
La tête de puits matérialisée no 7 bis.
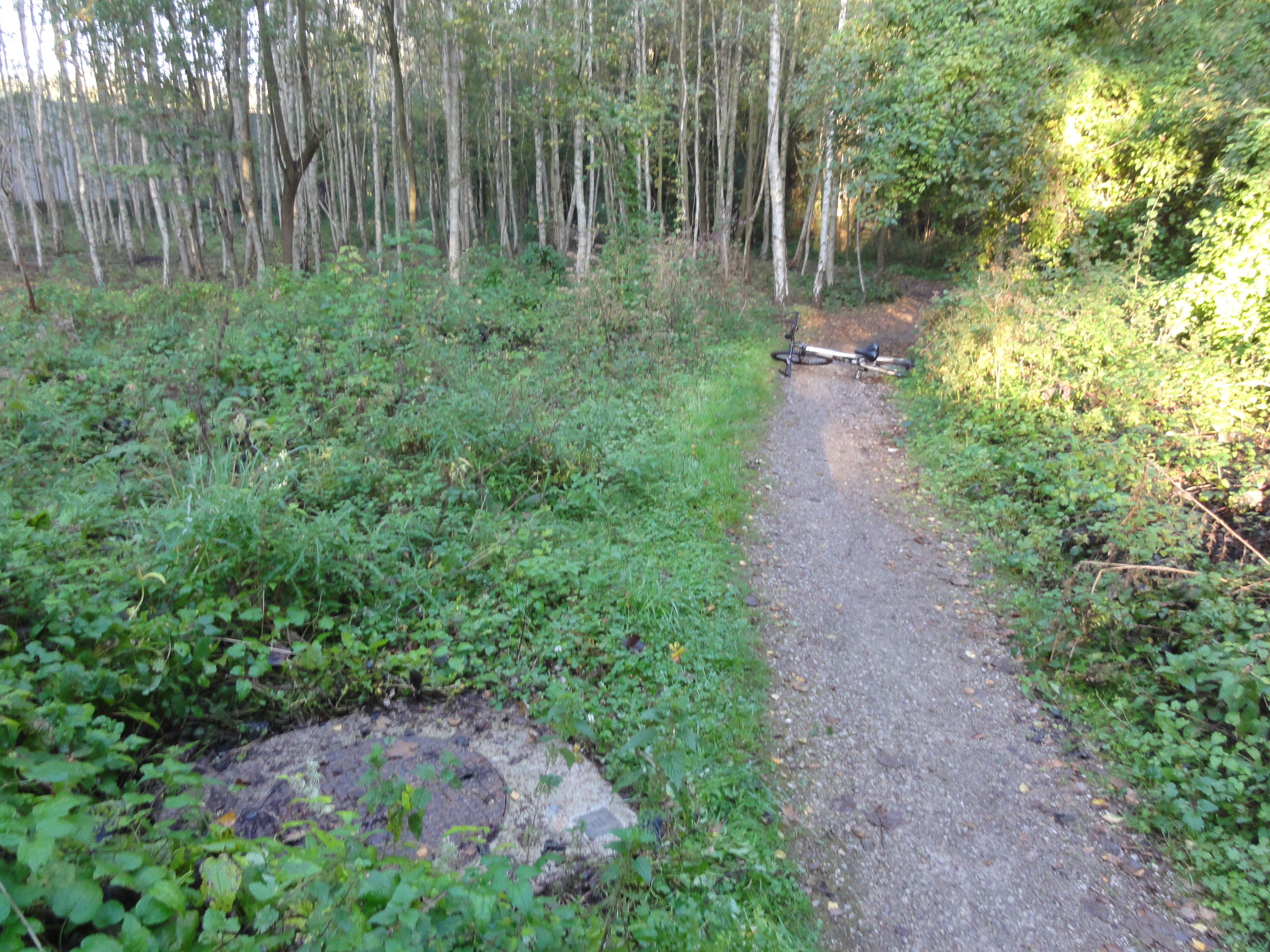
Le puits no 7 bis dans son environnement.

## Le terril
50° 27′ 31″ N, 3° 02′ 14″ E

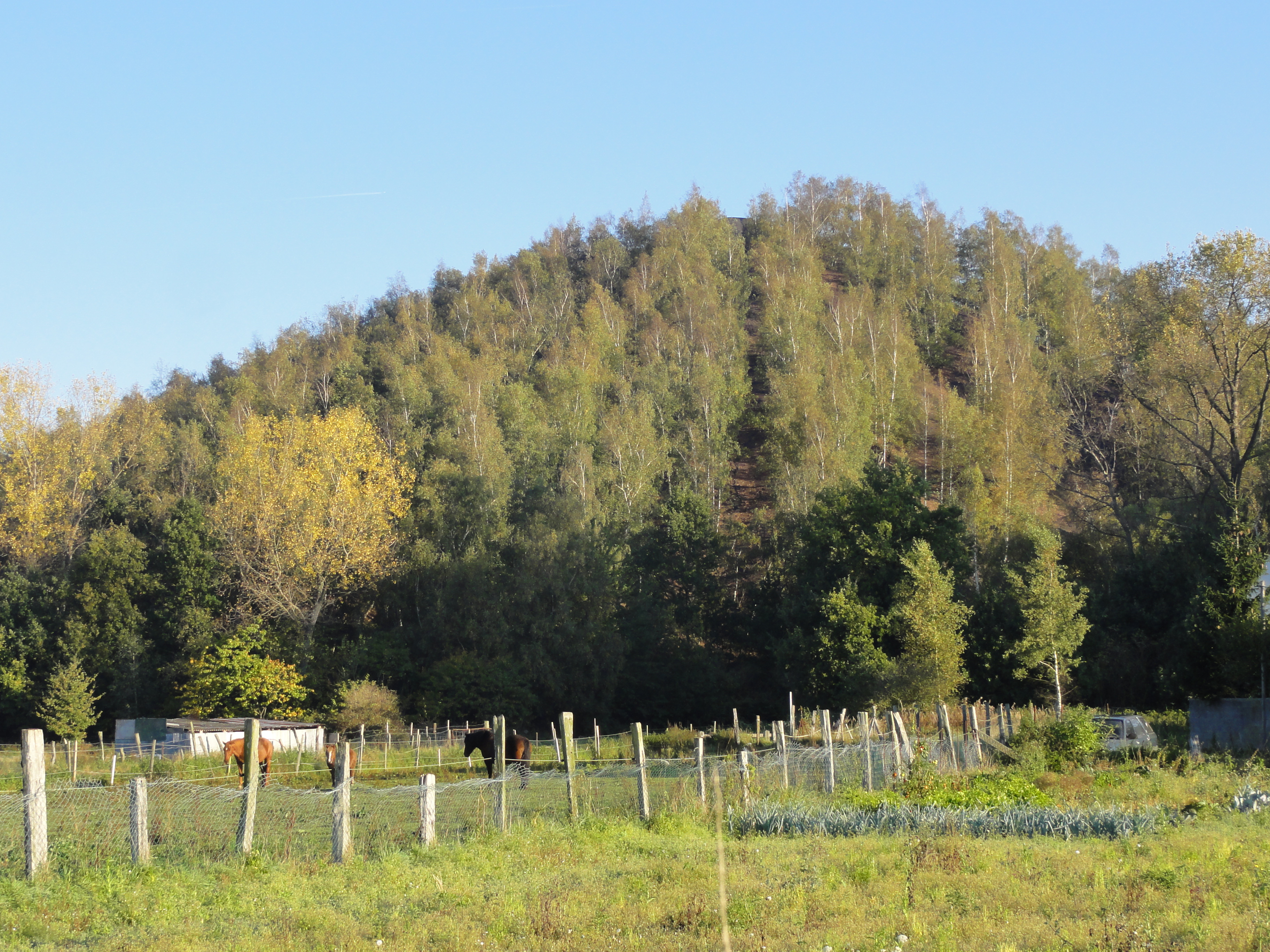
Le terril no 108.

Le terril no 108, 7 d'Oignies, situé à Ostricourt, a été établi à l'ouest de la fosse, entre cette dernière et les cités. Il n'a pas été exploité, et est entièrement boisé. Sa hauteur est de 72 mètres,.

## Les cités
La fosse ne possède pas de cités à proprement parler, ce sont celles près de la fosse no 6 qui ont été étendues dans sa direction.